# Pararge synexergica
Pararge synexergica är en fjärilsart som beskrevs av Ruggero Verity 1953. Pararge synexergica ingår i släktet Pararge och familjen praktfjärilar. Inga underarter finns listade i Catalogue of Life.